# Celia Paschero

Celia Paschero (Buenos Aires (Argentina), 1928 - Ib. 2006) fue una poetisa, novelista y traductora argentina. Se destacó en los años 50 y 60 escribiendo sobre temas poco tratados en ese tiempo, como la sexualidad femenina o la mujer golpeada. En vida, publicó dos libros: un conjunto de poemas en Muchacha en la ciudad (1961) y la novela La Salamandra (1963).

## Biografía
Nacida en Buenos Aires, pasó los dos primeros años de vida en Entre Ríos. Se recibió de Licenciada en Letras en la Facultad de Filosofía y Letras), de la Universidad de Buenos Aires, donde ejerció como profesora hasta renunciar como protesta ante el avasallamiento de la autonomía universitaria por parte de la dictadura militar del general Juan Carlos Onganía. Trabajó como jefa de investigaciones en el Instituto de Literatura Inglesa y Norteamericana, dirigido por Jorge Luis Borges. Estuvo casada con el poeta Juan Carlos Pellegrini, del que se separó después de seis años y con el que tuvo dos hijas. Recorrió sola gran parte de los países americanos y permaneció en México durante once años.
En vida, publicó dos libros: el poemario Muchacha en la ciudad, en el que emplea un lenguaje coloquial, y la novela La salamandra, donde aborda temas como la sexualidad femenina y la violencia sobre la mujer. Ambos libros fueron reeditados en 2022. Tradujo obras de John Osborne y Archibald MacLeish.